# Martín Laborda
José Martín Laborda, conocido también como Martín Laborda (20 de febrero de 1981, Olavarría, Provincia de Buenos Aires), es un piloto argentino de automovilismo de velocidad. Compitió en diferentes categorías tanto zonales como nacionales, destacándose en la divisional TC Pista Mouras, de la cual se proclamara campeón en el año 2010. En esta divisional además del campeonato, conseguiría establecer una marca de seis carreras finales ganadas, récord que más tarde sería igualado por el piloto Gabriel Novillo, también campeón de la misma divisional, pero en 2013, lo que los convierte en los máximos ganadores históricos de la misma. También desarrolló su carrera deportiva en las categorías TC Mouras, Monomarca 1100 y Promocional 850 del Sudeste, estas últimas de carácter zonal. Tras haberse alejado del plano nacional en el año 2011, retornó al mismo compitiendo en la categoría Turismo Pista, en el año 2014.

## Trayectoria
| Año  | Categoría                                    | Marca           |
| ---- | -------------------------------------------- | --------------- |
| 2008 | Zonal del Atlántico Monomarca 1100           | Fiat 128        |
| 2009 | Campeón Zonal del Atlántico Monomarca 1100   | Fiat 128        |
| 2010 | TC Pista Mouras, Debut y campeonato          | Ford Falcon     |
| 2011 | Debut en TC Mouras                           | Ford Falcon     |
| 2011 | Debut en TC Mouras                           | Chevrolet Chevy |
| 2011 | Debut en TC Mouras                           | Dodge Cherokee  |
| 2012 | Bicampeón Zonal del Atlántico Monomarca 1100 | Fiat 128        |
| 2013 | Campeón Zonal del Atlántico Promocional 850  | Renault Gordini |
| 2014 | Turismo Pista Clase 2                        | Fiat Uno        |

- [8]

### Resultados completos TC Pista Mouras
| Año       | Año         | Fechas | Fechas | Fechas | Fechas | Fechas | Fechas | Fechas | Fechas | Fechas | Fechas | Fechas | Fechas | Fechas | Fechas | Posición final     |
| Equipo    | Automóvil   | Fechas | Fechas | Fechas | Fechas | Fechas | Fechas | Fechas | Fechas | Fechas | Fechas | Fechas | Fechas | Fechas | Fechas | Posición final     |
| --------- | ----------- | ------ | ------ | ------ | ------ | ------ | ------ | ------ | ------ | ------ | ------ | ------ | ------ | ------ | ------ | ------------------ |
| 2010      | 2010        | 01     | 02     | 03     | 04     | 05     | 06     | 07     | 08     | 09     | 10     | 11     | 12     | 13     | 14     | 1° (277.50 puntos) |
| UR Racing | Ford Falcon | NP     | NP     | NP     | 20     | 1º     | 6º     | 1º     | 1º     | 8º     | 1º     | 1º     | 3º     | 14     | 1º     | 1° (277.50 puntos) |

### Resultados completos TC Mouras
| Año        | Año             | Fechas | Fechas | Fechas | Fechas | Fechas | Fechas | Fechas | Fechas | Fechas | Fechas | Fechas | Fechas | Fechas | Fechas | Posición final     |
| Equipo     | Automóvil       | Fechas | Fechas | Fechas | Fechas | Fechas | Fechas | Fechas | Fechas | Fechas | Fechas | Fechas | Fechas | Fechas | Fechas | Posición final     |
| ---------- | --------------- | ------ | ------ | ------ | ------ | ------ | ------ | ------ | ------ | ------ | ------ | ------ | ------ | ------ | ------ | ------------------ |
| 2011       | 2011            | 01     | 02     | 03     | 04     | 05     | 06     | 07     | 08     | 09     | 10     | 11     | 12     | 13     | 14     | 25º (50.25 puntos) |
| UR Racing  | Ford Falcon     | 31     | 5°     | 10     | 19     | 21     | NP     | NP     | 20     |        |        |        |        |        |        | 25º (50.25 puntos) |
| UR Racing  | Chevrolet Chevy |        |        |        |        |        |        |        |        | SV     | NL     |        |        |        |        | 25º (50.25 puntos) |
| CAR Racing | Dodge Cherokee  |        |        |        |        |        |        |        |        |        |        |        | 19     | Ex.    |        | 25º (50.25 puntos) |

## Palmarés
| Título  | Categoría                       | Automóvil        | Año  |
| ------- | ------------------------------- | ---------------- | ---- |
| Campeón | Monomarca 1100 Zonal Atlántica  | Fiat 128         | 2009 |
| Campeón | TC Pista Mouras                 | Ford Falcon      | 2010 |
| Campeón | Monomarca 1100 Zonal Atlántica  | Fiat 128         | 2012 |
| Campeón | Promocional 850 Zonal Atlántica | Renault Dauphine | 2013 |